# Luis Antonio Tagle
Luis Antonio Tagle (sinh ngày 21 tháng 6 năm 1957) là một Hồng y người Philippines của Giáo hội Công giáo Rôma. Ông từng đảm nhận chức vị Tổng giám mục chính tòa Tổng giáo phận Manila từ năm 2011 đến năm 2019. Ông từng đảm trách vai trò Chủ tịch Caritas Quốc tế (2015-2022), Tổng trưởng Thánh bộ Loan báo Tin Mừng (Bộ Truyền giáo) Tòa Thánh Vatican (2019-2022). Hiện nay, ông là hồng y đẳng Giám mục Nhà thờ San Felice da Cantalice a Centocelle (2020), Quyền Tổng trưởng Bộ Truyền Giáo (2022) , Hiệu trưởng Giáo hoàng học viện Gegoriana (2019), Chủ tịch hiệp hội Kinh Thánh quốc tế (2015).

## Tiểu sử
Hồng y Tagle sinh ngày 21 tháng 6 năm 1957 tại Manila, Philipines. Tagle đã theo học tại đại chủng viện ở Quezon và sau đó nghiên cứu luận án tiến sĩ tại Đại học Công giáo Mỹ (tiếng Anh: The Catholic University of America) ở Washington. Ông cũng từng đi du học tại Roma. Sau quá trình tu học, ngày 27 tháng 2 năm 1982, ông được thụ phong chức vị linh mục bởi Giám mục chính tòa Giáo phận Imus Felix Paz Perez, trở thành thành viên của linh mục đoàn Giáo phận này. Linh mục trẻ tuổi Tagle là một nhân vật nổi bật của Châu Á, vì thế, ông được bổ nhiệm vào ủy ban tư vấn của Bộ Giáo lý Đức tin của Vatican vào năm 1997.
Ngày 22 tháng 10 năm 2001, Tòa Thánh loan tin chọn linh mục Luis Antonio Tagle làm Giám mục chính tòa Giáo phận Imus. Lễ tấn phong cho vị tân chức diễn ra sau đó vào ngày 12 tháng 12 năm 2001. Chủ phong cho Giám mục Tagle là Hồng y Jaime Lachica Sin, Tổng giám mục Manila. Hai giám mục phụ phong là Manuel Cruz Sobreviñas, nguyên Giám mục chính tòa Giáo phận Imus và Pedro Dulay Arigo, Giám mục Đại diện Tông Tòa Hạt Đại diện Tông Tòa Puerto Princesa. Tân giám mục chọn khẩu hiệu: Dominus est (Chúa đó). Trong thời gian coi sóc giáo phận Imus, Giám mục Tagle không mua xe hơi, nhưng thay vào đó là dùng xe buýt để thực hiện công việc mục vụ mỗi ngày. Ông cho rằng việc này là để được gần gũi với dân chúng và đồng thời giúp giảm chi phí văn phòng. Ông thường mời những người hành khất cùng dùng bữa với mình.
Mười năm sau đó, ngày 13 tháng 10 năm 2011, Tòa Thánh loan tin chọn Giám mục Tagle làm Tổng giám mục Tổng giáo phận Manila. Ông chính thức nhận chức vị vào ngày 12 tháng 12 cùng năm. Trong công nghị Hồng y 2012 (cũng là công nghị cuối cùng của Giáo hoàng Biển Đức XVI), Giáo hoàng Biển Đức XVI vinh thăng vị Tổng giám mục Manila tước vị Hồng y đẳng Linh mục Nhà thờ San Felice da Cantalice a Centocelle. Lễ vinh thăng diễn ra vào ngày 24 tháng 11 năm 2012. Ông đến nhận ngai tòa Hồng y vào ngày 15 tháng 6 năm 2013. Ngày 15 tháng 5 năm 2015, ông được chọn làm Chủ tịch Caritas Quốc tế (Uỷ ban Bác Ái) trực thuộc Tòa Thánh.
Ngày 8 tháng 12 năm 2019, Tòa Thánh quyết định thuyên chuyển Hồng y Tagle làm Tổng trưởng Bộ Loan báo Tin mừng. Với việc bổ nhiệm này, ông chính thức kết thúc vai trò Tổng giám mục Manila.
Giáo hoàng Phanxicô đã quyết định thăng (tiếng Anh: Co-opt) Hồng y Tagle lên đẳng giám mục, là đẳng cao nhất trong Hồng y đoàn, vào ngày 1 tháng 5 năm 2020; nhưng ông lại không được chỉ định đứng đầu một giáo phận nào trong bảy giáo phận hiệu tòa truyền thống ở Roma, tương tự như trường hợp của các hồng y Parolin, Sandri, Ouelet và Filoni

## Tính cách
Thần học và chính trị, Hồng y Tagle được xem là có sự cân bằng cho cả hai lĩnh vực. Ông là một người có lập trường mạnh mẽ chống lại những dự luật thúc đẩy kiểm soát sinh sản và quan tâm đến việc bảo vệ người nghèo, môi trường sinh thái.
Ông là một người có năng khiếu giao tiếp, là một diễn giả và là một "nhân vật" nổi tiếng. Ông là một giáo sĩ thích nghi tốt với công nghệ, bằng chứng là việc sở hữu một chương trình trên YouTube và một trang Facebook cá nhân.